# I Think I'm a Clone Now
I Think I'm a Clone Now è un singolo di "Weird Al" Yankovic estratto dall'album Even Worse ed è la parodia della canzone I Think We're Alone Now di Tiffany, che è a sua volta una reinterpretazione dell'omonimo brano originariamente interpretato da Tommy James and the Shondells.

## Significato
La canzone parla di un uomo che ad un certo punto comincia a pensare di essere un clone di un'altra persona.

## Tracce
1. I Think I'm a Clone Now – 3:17
2. (This Song's Just) Six Words Long – 3:36

## Il video
Non è mai stato fatto nessun video per questa canzone.